# Kerpuajärvi
Kerpuajärvi este o arie protejată (arie specială de conservare — SAC, sit de importanță comunitară — SCI, arie de protecție specială avifaunistică — SPA) din Finlanda întinsă pe o suprafață de 63 ha, integral pe uscat.

## Localizare
Centrul sitului Kerpuajärvi este situat la coordonatele 67°19′37″N 24°41′39″E / 67.3269°N 24.6942°E.

## Înființare
Situl Kerpuajärvi a fost declarat sit de importanță comunitară în august 1998 pentru a proteja 12 specii de animale. Alte tipuri de protecție:
- arie de protecție specială avifaunistică (în august 1998)[2]
- arie specială de conservare (în aprilie 2015)[1][3][4]

## Biodiversitate
Situată în ecoregiunea boreală, aria protejată conține 3 habitate naturale: Lacuri și iazuri distrofice naturale, Mlaștini turboase de tranziție și turbării mișcătoare, Mlaștini împădurite.
La baza desemnării sitului se află mai multe specii protejate de  păsări (12): rață sulițar (Anas acuta), bătăuș (Calidris pugnax), gușă vânătă (Cyanecula svecica), lebădă de iarnă (Cygnus cygnus), vânturel roșu (Falco tinnunculus), cocor (Grus grus), Hydrocoloeus minutus, Mergellus albellus, notatița cu ciocul subțire (Phalaropus lobatus), Sterna paradisaea, fluierar negru (Tringa erythropus), fluierar de mlaștină (Tringa glareola).
Pe lângă speciile protejate, pe teritoriul sitului au mai fost identificate 5 specii de păsări.